# Hyale honoluluensis
Hyale honoluluensis är en kräftdjursart som beskrevs av Schellenberg 1938. Hyale honoluluensis ingår i släktet Hyale och familjen Hyalidae. Inga underarter finns listade i Catalogue of Life.